# مرد (فیلم ۱۹۶۷)
مرد (اسپانیایی: Hombre‎)  فیلمی آمریکایی در ژانر وسترن تجدیدنظرطلبانه محصول ۱۹۶۷ است که به کارگردانی مارتین ریت و با بازی پل نیومن، فردریک مارچ، ریچارد بون و دایان سیلنتو ساخته شده‌است. این فیلم بر پایهٔ رمان سال ۱۹۶۱ با همین نام، نوشتهٔ المور لئونارد ساخته شده‌است.
نقش نیومن در فیلم گفت‌وگوی اندکی دارد و بیشتر از طریق رفتار و کنش‌ نمایان می‌شود. این ششمین و آخرین همکاری نیومن با ریت بود؛ آن‌ها پیش‌تر در فیلم‌های تابستان طولانی داغ، آوازهای پاریس، ماجراهای جوانی همینگوی، هاد و توهین با یکدیگر کار کرده بودند.

## داستان

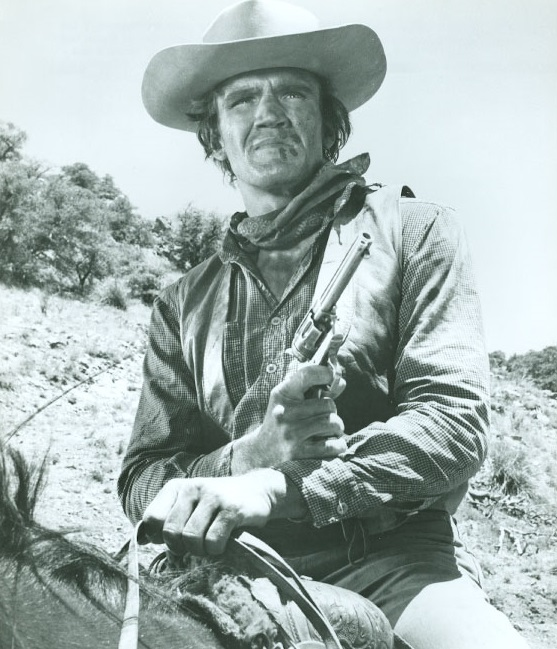
دیوید کنری در نقش لامار دین در فیلم مرد

سواری به مرد سفیدپوستی که توسط آپاچی‌ها بزرگ شده و جان راسل نام دارد نزدیک می‌شود و پیامی از طرف رئیسش به او می‌رساند تا به شهر بیاید. وقتی جان وارد شهر می‌شود، مندز (رانندهٔ کالسکه) به او می‌گوید که پدرخوانده‌اش درگذشته و خانه‌ای اشتراکی در شهری نزدیک برایش به ارث گذاشته است. مندز او را به بازگشت به «دنیای سفیدپوستان» تشویق می‌کند؛ در همین حال، دو کابوی همراهان آپاچی جان را اذیت می‌کنند و جان با کوبیدن لیوانی به صورت یکی از آن‌ها واکنش نشان می‌دهد و سپس آن‌جا را ترک می‌کند.
در شهر، جان به مدیر مهمان‌خانه، جسی، اطلاع می‌دهد که قصد فروش خانه را دارد. در طبقهٔ بالا، پیک، بیلی لی بلیک، و همسر جوانش، دوریس، دربارهٔ زندگی ناامیدکننده‌شان در این شهر کوچک بحث می‌کنند. جسی به دوست‌پسرش، کلانتر فرانک، می‌گوید که خانه را از دست خواهد داد و از او می‌خواهد به ازدواج با او فکر کند. وقتی فرانک امتناع می‌کند، جسی از او جدا می‌شود.
در ایستگاه کالسکه، زن ثروتمندی و همسرش مبلغ هنگفتی پیشنهاد می‌دهند تا کالسکه‌ای که به دلیل کسادی کار تعطیل شده بود، دوباره راه بیفتد. بیلی لی پیشنهاد می‌دهد خودش آن‌ها را براند و مندز را نیز قانع می‌کند که سفر را مدیریت کنند. آن شب، جان، جسی، بیلی لی و همسر پرخاشگرش دوریس، دکتر و خانم فیور (زوج ثروتمند) و یک سرباز منتظر کالسکه‌اند. مردی به نام گرایمز بلیت جان را می‌خواهد، و وقتی سرباز از او می‌خواهد که دست از سر جان بردارد، گرایمز به او حمله می‌کند و مجبورش می‌کند بلیت را واگذار کند. جان هیچ واکنشی نشان نمی‌دهد، و جسی او را به خاطر این بی‌تفاوتی سرزنش می‌کند.
در طول مسیر، خانم فیور متوجه می‌شود که جان طرفدار آپاچی‌هاست و دکتر از مندز می‌خواهد جان را بیرون از کالسکه، همراه خودش سوار کند.
روز بعد، کالسکه توسط گروهی که شامل همان دو کابوی بار، کلانتر، یک مکزیکی و گرایمز است غارت می‌شود. این گروه می‌دانند که دکتر فیور (نمایندهٔ سرخ‌پوستان در ناحیه) ۱۲٬۰۰۰ دلار از بودجهٔ فدرال که قرار بود برای تغذیهٔ آپاچی‌های گرسنه هزینه شود، اختلاس کرده و آن را حمل می‌کند. آن‌ها پول و خانم فیور را به‌عنوان گروگان می‌برند، اما جان با تفنگ مخفی یکی از کابوی‌ها و کلانتر را می‌کشد و پول را بازمی‌گیرد. گروه به دنبال جان به کوهستان می‌گریزند، و او پول را از فیور می‌گیرد. مکزیکی عضو گروه پیشنهاد مبادلهٔ خانم فیور با پول را مطرح می‌کند، اما جان رد می‌کند و می‌گوید کسی او را نمی‌خواهد. هر دو گروه ناچار می‌شوند به شهر بازگردند، و فیور باید از جان عذرخواهی کند، چون به کمکش نیاز دارند.
کمی بعد، فیور تفنگی از مندز که در حال استراحت است می‌دزدد و می‌خواهد با پول فرار کند، اما جان او را گیر می‌اندازد و از گروه بیرون می‌کند. گروه باقی‌مانده به کلبه‌ای متروکه در معدن می‌رسند، اما راهزنان از مسیر دیگر می‌رسند و در ساختمانی نزدیک پناه می‌گیرند. آن‌ها زمانی لو می‌روند که جسی دکتر فیور را می‌بیند و احمقانه او را صدا می‌زند. پس از تیراندازی که در آن گرایمز به‌شدت زخمی می‌شود، مکزیکی دوباره سعی می‌کند خانم فیور را (که در آفتاب سوزان بسته شده) با پول مبادله کند، اما جان نمی‌پذیرد. میان اعضای گروه مشاجره درمی‌گیرد؛ جسی می‌خواهد به خانم فیور کمک کند، اما جان هشدار می‌دهد که اگر پول را تحویل دهند کشته خواهند شد.
با نزدیک شدن خانم فیور به مرگ، و ناله‌های بی‌وقفهٔ گروه –  با آن‌که هیچ‌کدام، حتی شوهرش، حاضر نیستند مبادله انجام دهند – ، جان تفنگش را به بیلی لی می‌دهد و دستور می‌دهد مکزیکی را بکشد تا خودش بتواند با گرایمز روبه‌رو شود. او پول را از خورجین بیرون می‌کشد، به بیلی می‌سپارد تا مطمئن شود که به آپاچی‌ها بازگردانده می‌شود، و برای انجام مبادله بیرون می‌رود. خانم فیور هنگام بالا رفتن از تپه، دید بیلی نسبت به مکزیکی را کور می‌کند. وقتی گرایمز می‌فهمد که خورجین‌ها خالی‌اند، مکزیکی به جان شلیک می‌کند. جان نیز گرایمز و مکزیکی را می‌کشد. جسی به‌سوی جان می‌دود، اما او جان باخته است.

## بازیگران
- پل نیومن
- فردریک مارچ
- ریچارد بون
- دیان کیلنتو
- کامرون میچل
- باربارا راش
- مارتین بالسام
- دیوید کاناری
- وال آوری